# 그날이 온다
《그날이 온다》(영어: The Day Shall Come)는 영국에서 제작된 크리스토퍼 모리스 감독의 2019년 블랙 코미디 영화이다. 마샨트 데이비스 등이 출연하였다.
2019년 3월 11일 사우스 바이 사우스웨스트(SXSW)에서 전 세계 최초로 상영되었다. 미국에서는 2019년 9월 27일 IFC 필름스에 의해, 영국에서는 2019년 10월 11일 엔터테인먼트 원에 의해 개봉되었다. 대한민국에서는 2020년 12월 9일 개봉되었다.

## 출연진
- 마샨트 데이비스
- 애나 켄드릭
- 대니엘 브룩스
- 데니스 오헤어
- 짐 개피건
- 마일스 로빈스
- 페지 버닷
- 애덤 데이비드 톰프슨
- 케이번 노백
- 무사 크레이시
- 제임스 어도미언
- 맬컴 메이스
- 케일라 레인

## 제작
이 영화는 2017년과 2018년에 도미니카 공화국에서 비밀리에 촬영되었다. 추가 촬영은 2018년 3월 이루어졌다.

## 기타 제작진
- 배역: 더글러스 에이블, 헨리 러셀 버그스틴
- 미술: 루시오 세익사스